# Гуго I (граф Родеза)

Графство Родез, виконтства Мийо и Карлат на карте Окситании

Гуго I (Hugues I de Rodez) (ум. 1154/1170) — второй граф Родеза.
Сын Ришара де Мийо (р. 1060/1065, ум. после 26 июня 1119).
Жена — Эрменгарда де Крейссель (Авейрон), в документе 1170 года упоминается как монахиня в Ноненке. Дети:
- Ришар (ум. после 1195), граф Родеза
- Гуго II (ум. 1208), граф Родеза
- Гуго, епископ Родеза с 1161
- Бернар I, сеньор Арпажона
- Гильом, приор в Сент-Амане.

Гуго I прижизненно последний раз упоминается в хартии, датированной 1154 годом.